# Jeszenszky Sándor (politikus, 1873–1947)
Kisjeszeni Jeszenszky Sándor (Mátészalka, 1873. szeptember 17. – Mátészalka, 1947. március 12.) politikus a Független Kisgazdapárt alapító tagja, az Ideiglenes Nemzetgyűlés tagja.

## Életrajza
A turóc vármegyei Kisjeszenből eredeztethető, régi nemesi családból, a kisjeszeni Jeszenszky családból származik. Apja Jeszenszky Sándor (1843–1916) földbirtokos, a mátészalkai járásbíróság tisztviselője, majd Mátészalka községi bírája volt. Anyja nagyilosvai Ilosvay Hermina. Nyolc gyermeket neveltek. 1902-ben nősült, felesége Pollán Mária.
Pályafutását Nagykárolyban, az alispáni hivatalban kezdte. Trianon után nyugdíjazták, s családjával Mátészalkára költözött. Itt a Szalkai Gyártelep és Mezőgazdasági Rt. cégvezető-igazgatója lett.
A Független Kisgazdapárt alapító tagja és anyagi támogatója. Részt vett a párt választási küzdelmeiben. 1944. december 19-én megválasztották az Ideiglenes Nemzetgyűlés tagjává. 1945. január 8-ától a Mátészalkai Nemzeti Bizottság, majd a Szatmár-Bereg-Ugocsa vármegyei Nemzeti Bizottság elnöke haláláig.